# Jonas Svensson
Jonas Svensson (Göteborg, 21 ottobre 1966) è un ex tennista svedese.

## Biografia
Diviene professionista nel 1985 dopo essere stato semifinalista juniores a Wimbledon nel 1983.
Conquista in carriera 5 tornei ATP, ottenendo come best ranking la decima posizione raggiunta il 25 marzo 1991. Per ben due volte si spinge sino alle semifinali del Roland Garros: nel 1988 si arrende a Henri Leconte dopo aver sconfitto nei quarti di finale Ivan Lendl con il punteggio di 7-6, 7-5, 6-2, nel 1990 perde da Agassi dopo una serie di ottime prestazioni che lo avevano portato a superare specialisti della terra battuta del calibro di Sergi Bruguera e Guillermo Pérez Roldán nonché a ottenere la rivincita nei quarti di finale contro Henri Leconte.
Si ritira dalle competizioni nel 1995.

## Statistiche

### Singolare

#### Vittorie (5)
| Legenda                     |
| Grande Slam (0)             |
| Tennis Masters Cup (0)      |
| Grand Slam Cup (0)          |
| ATP Masters Series (0)      |
| ATP Championship Series (0) |
| ATP Tour (5)                |

| Nº | Data             | Torneo                                   | Superficie  | Avversario della finale | Risultato               |
| -- | ---------------- | ---------------------------------------- | ----------- | ----------------------- | ----------------------- |
| 1. | 7 aprile 1986    | Cologne Grand Prix, Colonia              | Cemento     | Stefan Eriksson         | 6–7, 6–2, 6–2           |
| 2. | 26 ottobre 1987  | Vienna Open, Vienna                      | Cemento (i) | Amos Mansdorf           | 1–6, 1–6, 6–2, 6–3, 7–5 |
| 3. | 29 febbraio 1988 | Lorraine Open, Metz                      | Sintetico   | Michiel Schapers        | 6–2, 6–4                |
| 4. | 8 ottobre 1990   | Grand Prix de Tennis de Toulouse, Tolosa | Cemento (i) | Fabrice Santoro         | 7–6(5), 6–2             |
| 5. | 11 marzo 1991    | Copenaghen Open, Copenaghen              | Sintetico   | Anders Järryd           | 6(5)–7, 6–2, 6–2        |

#### Finali perse (9)
| Legenda                     |
| Grande Slam (0)             |
| Tennis Masters Cup (0)      |
| Grand Slam Cup (0)          |
| ATP Masters Series (1)      |
| ATP Championship Series (1) |
| ATP World Series (7)        |

| Nº | Data              | Torneo                                      | Superficie  | Avversario della finale | Risultato               |
| -- | ----------------- | ------------------------------------------- | ----------- | ----------------------- | ----------------------- |
| 1. | 8 settembre 1986  | Stuttgart Open, Stoccarda                   | Terra rossa | Martín Jaite            | 5–7, 2–6                |
| 2. | 10 novembre 1986  | Wembley Championship, Londra                | Sintetico   | Yannick Noah            | 2–6, 3–6, 7–6, 6–4, 5–7 |
| 3. | 2 novembre 1987   | Stockholm Open, Stoccolma                   | Cemento     | Stefan Edberg           | 5–7, 2–6, 6-4, 4-6      |
| 4. | 2 maggio 1988     | Internazionali di Tennis di Baviera, Monaco | Terra rossa | Guillermo Pérez Roldán  | 5–7, 3–6                |
| 5. | 8 novembre 1988   | Wembley Championship, Wembley (2)           | Sintetico   | Jakob Hlasek            | 7-6, 6–3, 4–6, 0-6, 5-7 |
| 6. | 26 febbraio 1990  | Rotterdam Open, Rotterdam                   | Sintetico   | Brad Gilbert            | 1–6, 3–6                |
| 7. | 18 febbraio 1991  | Stuttgart Championship Series, Stoccarda    | Sintetico   | Stefan Edberg           | 2–6, 6–3, 5–7, 2–6      |
| 8. | 8 marzo 1993      | ATP Saragozza, Saragozza                    | Terra rossa | Karel Nováček           | 6-3, 2–6, 1-6           |
| 9. | 27 settembre 1993 | Kuala Lumpur Open, Kuala Lumpur             | Sintetico   | Michael Chang           | 0–6, 4–6                |